# Marco Djuricin
Marco Djuricin, né le 12 décembre 1992 à Vienne en Autriche, est un footballeur international autrichien. Il évolue au poste d'attaquant au HNK Rijeka.

## Biographie

### Au club
Le 31 août 2015 il est prêté pour une saison au club anglais Brentford.

### International
Marco Djuricin participe au championnat d'Europe des moins de 19 ans 2010 avec la sélection autrichienne. Lors de la compétition, il inscrit un but face aux Pays-Bas.
Il joue son premier match en équipe nationale le 27 mars 2015 contre le Liechtenstein, dans le cadre des éliminatoires de l'Euro 2016.

## Palmarès
- Champion d'Allemagne de D2 en 2011 avec le Hertha Berlin
- Championnat d'Autriche en 2015 et 2016  avec le Red Bull Salzbourg